# Campionato sudamericano maschile under 21 di pallavolo 2022
Il campionato sudamericano maschile under 21 di pallavolo 2022 si è svolto dal 14 al 18 settembre 2022 a Tacna, in Perù: al torneo hanno partecipato cinque squadre nazionali under 21 sudamericane e la vittoria finale è andata per la ventesima volta, la seconda consecutiva, al Brasile.

## Impianti
|                                                             |  |  |
|                                                             |  |  |
| Coliseo Cerrado Città: Tacna Capienza: - Anno d'apertura: - |  |  |

## Regolamento

### Formula
La formula ha previsto un'unica fase, disputata con girone all'italiana.

### Criteri di classifica
Se il risultato finale è stato di 3-0 o 3-1 sono stati assegnati 3 punti alla squadra vincente e 0 a quella sconfitta, se il risultato finale è stato di 3-2 sono stati assegnati 2 punti alla squadra vincente e 1 a quella sconfitta.
L'ordine del posizionamento in classifica è stato definito in base a:
- Numero di partite vinte;
- Punti;
- Ratio dei set vinti/persi;
- Ratio dei punti realizzati/subiti;
- Risultati degli scontri diretti.

## Squadre partecipanti
| Squadra   | Qualificazione      | Ultima partecipazione |
| --------- | ------------------- | --------------------- |
| Argentina | Wild card           | Argentina 2018        |
| Bolivia   | Wild card           | Cile 2004             |
| Brasile   | Wild card           | Argentina 2018        |
| Cile      | Wild card           | Argentina 2018        |
| Colombia  | Wild card           | Argentina 2018        |
| Perù      | Paese organizzatore | Argentina 2018        |

## Torneo

### Risultati
| 14 settembre 2022 Coliseo Cerrado, Tacna Durata: ? - Spettatori: ? | Argentina | 3 - 0 | Cile      | 25-20, 25-16, 25-18        |
| 14 settembre 2022 Coliseo Cerrado, Tacna Durata: ? - Spettatori: ? | Perù      | 3 - 1 | Bolivia   | 25-16, 25-18, 19-25, 25-23 |
| 15 settembre 2022 Coliseo Cerrado, Tacna Durata: ? - Spettatori: ? | Bolivia   | 0 - 3 | Brasile   | 11-25, 15-25, 16-25        |
| 15 settembre 2022 Coliseo Cerrado, Tacna Durata: ? - Spettatori: ? | Argentina | 3 - 0 | Perù      | 25-13, 25-5, 25-6          |
| 16 settembre 2022 Coliseo Cerrado, Tacna Durata: ? - Spettatori: ? | Argentina | 3 - 0 | Bolivia   | 25-18, 25-9, 25-12         |
| 16 settembre 2022 Coliseo Cerrado, Tacna Durata: ? - Spettatori: ? | Brasile   | 3 - 0 | Cile      | 25-13, 25-23, 25-12        |
| 17 settembre 2022 Coliseo Cerrado, Tacna Durata: ? - Spettatori: ? | Cile      | 3 - 1 | Bolivia   | 24-26, 25-17, 25-18, 25-23 |
| 17 settembre 2022 Coliseo Cerrado, Tacna Durata: ? - Spettatori: ? | Perù      | 0 - 3 | Brasile   | 13-25, 9-25, 16-25         |
| 18 settembre 2022 Coliseo Cerrado, Tacna Durata: ? - Spettatori: ? | Perù      | 0 - 3 | Cile      | 20-25, 21-25, 15-25        |
| 18 settembre 2022 Coliseo Cerrado, Tacna Durata: ? - Spettatori: ? | Brasile   | 3 - 0 | Argentina | 29-27, 25-19, 25-20        |

### Classifica
| Pos. | Squadra   | Pt | G | V | P | SV | SP | Ratio | PF  | PS  | Ratio |
| ---- | --------- | -- | - | - | - | -- | -- | ----- | --- | --- | ----- |
| 1.   | Brasile   | 12 | 4 | 4 | 0 | 12 | 0  | MAX   | 304 | 194 | 1,567 |
| 2.   | Argentina | 9  | 4 | 3 | 1 | 9  | 3  | 3,000 | 291 | 196 | 1,484 |
| 3.   | Cile      | 6  | 4 | 2 | 2 | 6  | 7  | 0,857 | 276 | 290 | 0,951 |
| 4.   | Perù      | 3  | 4 | 1 | 3 | 3  | 10 | 0,300 | 212 | 307 | 0,690 |
| 5.   | Bolivia   | 0  | 4 | 0 | 4 | 2  | 12 | 0,166 | 247 | 343 | 0,720 |

## Classifica finale
| Pos | Squadra   | Rosa |
| --- | --------- | --- |
|     | Brasile   | Formazione: 1 de Souza, 2 Cardoso, 3 Boll, 4 Oishi, 5 Baioco, 7 do Nascimento, 8 Neufeld, 10 de Oliveira, 14 França, 15 Amorim, 16 Conceição, 17 da Silva, 19 Bento, 20 Bergmann, CT: Ferreira |
|     | Argentina | Formazione: Gaiottino, Vázquez, Ovalles, Forte, Haureluk, Gómez, Turcitu, Conde, Rojas, Salazar, Oldani, Trucco, Albrecht, CT: Lopez                                                           |
|     | Cile      | |
| 4.  | Perù      | Formazione: Lujan, Despaigne, Del Aguila, Vértiz, Porcari, Ramírez, Mafla, Plana, Morón, La Jara, Delgado, Ríos, Medina, CT: Jiménez                                                           |
| 5.  | Bolivia   | |

|  |  | Qualificata al campionato mondiale Under-21 2023 |

## Premi individuali
| Premio                | Nome              | Squadra   |
| --------------------- | ----------------- | --------- |
| MVP                   | Arthur Bento      | Brasile   |
| Miglior palleggiatore | Gustavo Cardoso   | Brasile   |
| Miglior opposto       | Germán Gómez      | Argentina |
| Miglior schiacciatore | Arthur Bento      | Brasile   |
| Miglior schiacciatore | Leonel Despaigne  | Perù      |
| Miglior centrale      | Maicon dos Santos | Brasile   |
| Miglior centrale      | Imanol Salazar    | Argentina |
| Miglior libero        | Filipe Baioco     | Brasile   |